# トッリ・ディ・クアルテゾーロ
トッリ・ディ・クアルテゾーロ（伊: Torri di Quartesolo）は、イタリア共和国ヴェネト州ヴィチェンツァ県にある、人口約12,000人の基礎自治体（コムーネ）。

## 地理

### 位置・広がり

#### 隣接コムーネ
隣接するコムーネは以下の通り。括弧内のPDはパドヴァ県所属を示す。
- ガッツォ (PD)
- グルーモロ・デッレ・アッバデッセ
- ロンガーレ
- クイント・ヴィチェンティーノ
- ヴィチェンツァ

### 気候分類・地震分類
気候分類では、zona E, 2357 GGに分類される。
また、イタリアの地震リスク階級 (it) では、zona 3 (sismicità bassa) に分類される。